# Пухивахине
Пухивахине (маори Puhiwahine, Puhiwāhine), также известная как Рихи (Элизабет) Те Ранги-Хиравеа — маорийская поэтесса и композитор. Произведения Пухивахине были широко известны ещё при её жизни, они остаются популярны и в XXI столетии. Сочиняла в различных жанрах: ваиата, ориори и других. Была награждена драгоценной брошью из рук герцога Эдинбургского.

## Ранние годы
Родилась в покинутом ныне па Петаниа близ Таумарунуи, точная дата рождения неизвестна, однако вероятно, что это произошло около 1816 года. Мать Пухивахине звали Хинекиоре, она была жрицей птичьего культа и сама сочиняла песни, имя отца — Равири; сама Рихи принадлежала к верхушке племён нгати-туфаретоа (как по отцу, так и по матери) и нгати-маниапото. Пухивахине получила традиционное для маорийских девочек материнское воспитание, включавшее традиционные песни, пои и танцы. С юных лет Пухивахине считалась в своём племени талантливой певицей.
Ka eke ki Wairaka ka tahuri whakamuri, 

Kāti ko te aroha te tiapu i Kakepuku 

Kia rere arorangi te tihi ki Pirongia 

Kei raro koe Toko, taku hoa tungāne.

Бросаю взгляд назад с вершины Ваираки,

Моя любовь легко перемахнёт Какепуку,

Взлетит над вершиной Пиронгиа,

Где ты, мой Токо, моя любовь, мой брат.
Пухивахине много путешествовала, благодаря чему о её таланте узнавали люди в поселениях, далёких от её деревни. Посетив Южный остров, от Веллингтона до южной оконечности, Пухивахине встретилась с европейцами и узнала от них несколько английских слов, которые позже включила в тексты своих песен. Это вызвало осуждение пуристов, стремившихся избегать заимствований. По дороге в долину Ваипа она познакомилась с Хауауру, молодым вождём хапу Матакоре, принадлежащем к иви маниапото, и влюбилась в него. Однако её братья, Кету и Мараку, не позволили Пухивахине выйти замуж за Хауауру, так как он уже был женат, и высокий социальный статус Пухивахине был бы понижен, если бы она стала второй женой. Позже от двоюродного брата Хауауру она узнала, что тот взял не только вторую, но и третью жену, что сильно расстроило Пухивахине. Несмотря на это, она посвятила Хауауру много песен, продолжая сочинять их уже после разрыва с ним. В своём творчестве Пухивахине затрагивала не только любовные темы: она писала также саркастические и осуждающие произведения, в которых отвечала на сплетни и высказывала свои мысли о происходящих событиях.
В гавани Кафиа Пухивахине принимал вождь Те-Поихипи. Втайне от всех у Пухивахине и Те-Поихипи начался роман, и вскоре они решили вступить в брак. Однако так как для свадьбы по традиции требовалось согласие братьев невесты, они решили подождать их и отправились к горе Пиронгиа, у подножия которой маори часто устраивали собрания. Пока Кету и Мараку были в пути, Пухивахине влюбилась в своего дальнего родственника Те-Махуту-Те-Токо, прославившегося своим пением, ораторским искусством и обильно татуированного незадолго до этого; он ответил ей взаимностью. Прибыв к горе Пиронгиа, братья Пухивахине поняли, что свадьба с Те-Поихипи не состоится и отправились вместе с ней путешествовать дальше, к озеру Таупо, а затем в Оваираку. Здесь Пухивахине написала своё самое популярное произведение, прощальную ваиату «На вершине Ваираки» (маори Ka eke ki Wairaka), посвящённую Те-Махуту, которая пользуется популярностью на собраниях, свадьбах и похоронах и в XXI веке. Песня сразу же получила широкую известность, ею стали дразнить Те-Махуту, который сочинил несколько ответных куплетов.

## Жизнь в Вангануи
В середине 1840-х годов в деревне, где жила Пухивахине, увидели эмигранта-немца, Йоханна Максимилиана Гёте (англ. Johann Maximilian Goethe). Он представился англизированным именем Джон Готти (англ. John Gotty) и на ломанном маори сообщил, что путешествует по окрестностям. Всё больше и больше оттягивая своё возвращение, Готти согласился поселиться в Миринге и сделал предложение Пухивахине, которую называл Рихи (Лиззи). Когда Пухивахине сообщила Готти, что беременна, они отправились в Вангануи; по пути они делали остановки в окрестных деревнях, а местные вожди непрестанно признавались Рихи в любви. В Вангануи пара прожила недолго: когда Пухивахине подошло время рожать, она попросила мужа отвезти её на родину, что он и сделал. В 1847 году она родила сына, Джона Вольфганга Готти. После рождения первенца Джон вернулся в Вангануи и предлагал британской короне вступить в правительственные войска, чтобы помочь в войне с маори, а позже снабжал армию.
Когда боевые действия утихли, Рихи с сыном переехали к нему, а сам Джон стал управляющим в отеле. Там же Пухивахине родила второго сына, Джорджа. В периоды возобновления стычек европейцев и маори местные жители относились к Рихи с подозрением, что омрачало её пребывание в городе. Тем не менее, Пухивахине стала известна своим остроумием и гостеприимством, она одевалась по европейской моде, однако предпочитала говорить на маори, даже когда уже достаточно хорошо выучила английский язык; её муж говорил на маори свободно. Её часто просили спеть свои любовные песни, а также в шутку припоминали её любовные похождения в молодости, в ответ на что она сочинила длинную «Песню кокетки», в которой упомянула всех, с кем ей доводилось флиртовать. Так как для маори чрезвычайно почётно даже неприглядное упоминание предка в песне, это произведение передавалось из уст в уста, а Хауауру с его помощью даже выиграл дело в суде. В 1869 году Пухивахине получила жадеитовую брошь из рук герцога Эдинбургского.
Сыновья Рихи женились на женщинах из племени нгати-раукава и переехали в район Рангитикеи в 1869 году. Пухивахине сочинила ориори для своей ещё нерождённой внучки, что было нарушением традиции.
В 1870 году ферма Готти была описана для судебного разбирательства и продажи: они владели 800 гектарами земли. После продажи фермы чета Готти перебралась в Матахиви.

## Возвращение на родину
Готти умер в 1893 году, Пухивахине тяжело переживала его смерть и через некоторое время решила вернуться на родину. Джордж помог ей переехать в Мирингу, расположенную близ места рождения Пухивахине. Родственники Рихи из племени нгати-маниапото пригласили её в свой общинный дом, чтобы выразить свои соболезнования по поводу смерти Джона. После окончания церемоний присутствовавшие постепенно разошлись по своим делам, и Пухивахине осталась стоять наедине с Те-Махуту; она эмоционально исполнила для него любовную песню, а он произнёс приветственную речь и тоже спел для неё.
Впоследствии Пухивахине вернулась в Онгаруэ, где жила с младшим сыном, Джорджем, вплоть до смерти 18 февраля 1906 года. Её останки были погребены в Онгаруэ, а затем в связи со строительством дороги перенесены на семейное кладбище в Оруаиви, в ту же могилу, где захоронена её мать.

## Наследие
Первая публикация стихотворений Пухивахине состоялась благодаря Апиране Нгате, однако он включил в свой сборник лишь одно её произведение («На вершине Ваираки»), несколько других её стихов были опубликованы в серии статей Пеи Те Хуринуи Джонса в 1959—1960 годах.
В песнях Пухивахине заметно влияние христианства, она никогда не живописует половой акт, как её более старшие современницы. С музыкальной точки зрения песни Пухивахине принадлежат к старинным жанрам, ни в мелодии, ни в динамическом диапазоне не заимствуя из европейской традиции.

## Комментарии
1. ↑  Встречающиеся иногда утверждения о родстве Готти с поэтом Иоганном Вольфгангом Гёте следует считать неубедительными[4]